# 阿雷佐圣方济各圣殿
阿雷佐圣方济各圣殿（Basilica di San Francesco ）是意大利托斯卡纳大区阿雷佐的一座重要的天主教礼拜场所，建于中世纪，供奉圣方济各。
1955年2月，教宗庇护十二世将其升格为宗座圣殿。
除了作为礼拜场所，该堂还是一座国家博物馆。
该堂以皮耶罗·德拉·弗朗切斯卡的系列湿壁画“真十字架传奇”而著称。
壁画由比奇家族（Bicci）出资，先是委托了画家比奇·迪洛伦佐（Bicci di Lorenzo）为大型十字拱顶作画。1452年，比奇去世时，只完成了四位圣史（福音书著者），“最后审判”和两位“教会圣师”。皮耶罗·德拉·弗朗切斯卡被召来完成这项工作。根据一份文件，他分两个阶段完成了这项工作，在1458-1459年期间曾中断，并于1466年完成。